# Ferran Castells i Batlle
Ferran Castells i Batlle   (Barcelona, 7 de maig de 1962) és un actor de teatre, cinema i televisió català. Va debutar a l'edat de 12 anys i ha compaginat la interpretació amb la pedagogia, la direcció i la producció en el món de l'espectacle.

## Biografia
Durant el primer curs a l'Institut del Teatre creu que ha de fer alguna cosa més per desenvolupar les seves capacitats. Després de visionar el Gattopardo de Luchino Visconti i observant com obren un ball i ballen la Claudia Cardinale i en Burt Lancaster decideix apuntar-se als cursos de Balls de Saló que ofereix els dissabtes al matí l'Ajuntament de Barcelona a la Sala Cibeles i La Paloma. La iniciativa municipal es crea per potenciar les Festes Majors i te un gran èxit. Guanya el concurs de ball organitzat com a cloenda del curs i rep com a premi un viatge a Paris i la matricula gratuïta a diferents cursets  per seguir practicant i perfeccionar-se. A partir d'aquest moment comencen a demanar-li que imparteixi classes d'aquesta disciplina a diferents escoles, centres cívics i culturals de Catalunya i Espanya.
La seva formació però no acaba a l'Institut del Teatre sino que segueix formant-se en cursos per a professionals amb Jonh Strasberg, Konrad Zschiedrich, Fritello, Comediants etc i amb cursos de Dansa, coneixement corporal i cant. Durant aquests anys treballa amb directors com: Josep Muntanyès, Calixto Bieito, Joan Castells, Iago Pericot, etc.
Els seus coneixements corporals i de ball faran que col·labori en les coreografies de diversos tallers de l'Institut del Teatre de Barcelona. En aquests anys comença a col·laborar com a coreògraf en diferents espectacles professionals on també hi participa com a actor com poden ser L'estació de les Dàlies o el Somni d’una Nit d’Estiu de Calixto Bieito entre d'altres.
Torna a Barcelona l'any 2003 i funda junt amb Creu Álvarez l'escola de Dansa i Teatre Centrescènic a Torredembarra, escola autoritzada pel Departament d’Educació de la Generalitat de Catalunya. A part de dirigir el Departament de Teatre de Centrescènic s'especialitza en cursos i masterclass d'Interpretació i comença a donar cursos per a músics a Conservatoris i a la Fundació La Caixa on imparteix els Tallers de Interpretació poètica des de 2009.